# Vòng loại CONCACAF Nations League 2019–20
Giai đoạn vòng loại giải CONCACAF Nations League 2019-20 là một giải đấu một lần diễn ra từ ngày 6 tháng 9 năm 2018 đến ngày 24 tháng 3 năm 2019. Vòng loại đã xác định phân loại hạng đấu cho giai đoạn vòng bảng của giải đấu, cũng như xác định mười đội còn lại đủ điều kiện cho Cúp vàng CONCACAF 2019.

## Định dạng
Ngoài 6 đội tham gia Vòng 5 vòng loại giải vô địch bóng đá thế giới 2018 khu vực Bắc, Trung Mỹ và Caribe, 34 đội còn lại (trừ Guatemala không thể tham gia do FIFA bị đình chỉ vào ngày 1 tháng 3 năm 2018) tham gia vào vòng loại. Mỗi đội chơi bốn trận, hai trận sân nhà và hai trận sân khách. Dựa trên kết quả của họ, các đội được chia thành các giải cho giai đoạn vòng bảng của mùa giải đầu tiên CONCACAF Nations League:
- 6 đội hàng đầu đủ điều kiện tham gia League A, cùng với 6 đội tham gia vòng 5 vòng loại World Cup 2018 khu vực CONCACAF.
- 16 đội tiếp theo đủ điều kiện cho League B.
- 12 đội cuối cùng đủ điều kiện cho League C, cùng với Guatemala.

Hơn nữa, 10 đội có thành tích tốt nhất đủ điều kiện tham dự Cúp vàng CONCACAF 2019, cùng với 6 đội tham gia vòng 5 vòng loại World Cup 2018 khu vực CONCACAF.

### Cách xếp hạng
Xếp hạng các đội trong vòng loại được xác định như sau:
1. Điểm đạt được trong tất cả các trận đấu vòng loại;
2. Hiệu số bàn thắng trong tất cả các trận đấu vòng loại;
3. Số bàn thắng ghi được trong tất cả các trận đấu vòng loại;
4. Số bàn thắng sân khách ghi được trong tất cả các trận đấu vòng loại;
5. Điểm chơi công bằng trong tất cả các trận đấu vòng loại (chỉ có thể áp dụng một điểm trừ cho người chơi trong một trận đấu):
  - Thẻ vàng: 1;
  - Thẻ đỏ gián tiếp (thẻ vàng thứ hai): 3;
  - Thẻ đỏ trực tiếp: 4;
  - Thẻ vàng và thẻ đỏ trực tiếp: 5;
6. Bốc thăm.

## Gieo hạt giống
34 đội đã được gieo vào bốn nhóm hạt giống dựa trên vị trí của họ trong Chỉ số xếp hạng CONCACAF tháng 3 năm 2018 (hiển thị trong ngoặc đơn). Nhóm hạt giống A và D có 8 đội, trong khi B và C có 9 đội.
| Nhóm hạt giống A | Nhóm hạt giống B |
| --- | --- |
| 1. Jamaica (6) 2. Canada (7) 3. Haiti (9) 4. El Salvador (10) 5. Martinique (12) 6. Cuba (13) 7. Guyane thuộc Pháp (14) 8. Guadeloupe (15)                                  | 1. Nicaragua (16) 2. Saint Kitts và Nevis (17) 3. Curaçao (18) 4. Suriname (19) 5. Antigua và Barbuda (20) 6. Cộng hòa Dominica (21) 7. Bermuda (22) 8. Guyana (23) 9. Belize (24)                        |
| Nhóm hạt giống C | Nhóm hạt giống D |
| 1. Bonaire (25) 2. Grenada (26) 3. Saint Vincent và Grenadines (27) 4. Saint Lucia (28) 5. Barbados (29) 6. Puerto Rico (30) 7. Bahamas (31) 8. Dominica (32) 9. Aruba (33) | 1. Quần đảo Cayman (34) 2. Quần đảo Turks và Caicos (35) 3. Montserrat (36) 4. Quần đảo Virgin thuộc Mỹ (37) 5. Saint-Martin (38) 6. Sint Maarten (39) 7. Anguilla (40) 8. Quần đảo Virgin thuộc Anh (41) |

## Lịch thi đấu và cặp thi đấu
| Lượt trận   | Ngày                      | Ghép cặp                                                                                               | Trận |
| ----------- | ------------------------- | --- | --- |
| Lượt trận 1 | 6 - 11 tháng 9 năm 2018   | Nhóm A vs Nhóm D, Nhóm B vs Nhóm C                                                                     | B2 v C7, A6 v D5, D3 v A8, D8 v A1, C9 v B6, C1 v B8, B3 v C6, A3 v D4, A4 v D6, B9 v C2, D7 v A2, C5 v B4, D2 v A5, A7 v D1, B7 v C8, B1 v C3, C4 v B5 |
| Lượt trận 2 | 11 - 16 tháng 10 năm 2018 | Nhóm A vs Nhóm C, Nhóm B vs Nhóm D, 1 đội từ Nhóm B vs 1 đội từ Nhóm C                                 | D6 v B7, A2 v C8, B6 v D1, B4 v D4, C6 v A7, B5 v D8, B8 v D5, C3 v B3, D7 v B1, A5 v C9, C7 v A6, C2 v A4, A8 v C1, D2 v B2, D3 v B9, A1 v C4, C5 v A3 |
| Lượt trận 3 | 16 - 20 tháng 11 năm 2018 | Nhóm A vs Nhóm B, Nhóm C vs Nhóm D, 1 đội từ Nhóm B vs 1 đội từ Nhóm C                                 | C2 v D2, D6 v C4, A1 v B7, D5 v C5, B2 v A8, A4 v B4, B5 v A7, C3 v D8, C8 v D3, D1 v C1, B9 v A5, A3 v B8, C9 v D7, D4 v C6, A6 v B3, B6 v A2, B1 v C7 |
| Lượt trận 4 | 21 - 24 tháng 3 năm 2019  | Nhóm A vs Nhóm A, Nhóm B v Nhóm B, Nhóm C v Nhóm C, Nhóm D v Nhóm D, 1 đội từ Nhóm B v 1 đội từ Nhóm C | A8 v A1, B3 v B9, B4 v B6, A7 v A4, C8 v B5, D1 v D2, D4 v D7, B8 v B2, C6 v C9, C7 v C2, A5 v A6, C1 v C3, D5 v D6, B7 v B1, A2 v A3, C4 v C5, D8 v D3 |

Mỗi đôi sẽ đá hai trận trên sân nhà và hai trận trên sân khách.  
| Pos | Team              |
| --- | ----------------- |
| A1  | Guyane thuộc Pháp |
| A2  | El Salvador       |
| A3  | Jamaica           |
| A4  | Cuba              |
| A5  | Guadeloupe        |
| A6  | Martinique        |
| A7  | Haiti             |
| A8  | Canada            |

| Pos | Team                 |
| --- | -------------------- |
| B1  | Belize               |
| B2  | Saint Kitts và Nevis |
| B3  | Antigua và Barbuda   |
| B4  | Cộng hòa Dominica    |
| B5  | Nicaragua            |
| B6  | Bermuda              |
| B7  | Guyana               |
| B8  | Suriname             |
| B9  | Curaçao              |

| Pos | Team                        |
| --- | --------------------------- |
| C1  | Dominica                    |
| C2  | Grenada                     |
| C3  | Bahamas                     |
| C4  | Saint Vincent và Grenadines |
| C5  | Bonaire                     |
| C6  | Saint Lucia                 |
| C7  | Puerto Rico                 |
| C8  | Barbados                    |
| C9  | Aruba                       |

| Pos | Team                      |
| --- | ------------------------- |
| D1  | Saint-Martin              |
| D2  | Sint Maarten              |
| D3  | Quần đảo Virgin thuộc Mỹ  |
| D4  | Quần đảo Cayman           |
| D5  | Quần đảo Virgin thuộc Anh |
| D6  | Quần đảo Turks và Caicos  |
| D7  | Montserrat                |
| D8  | Anguilla                  |

## Bảng xếp hạng
| Thứ hạng | Đội                         | ST | Thắng | Hòa | Thua | Bàn thắng | Bàn thua | Hệ số | Điểm | Kết quả                            |
| -------- | --------------------------- | -- | ----- | --- | ---- | --------- | -------- | ----- | ---- | ---------------------------------- |
| 1        | Haiti                       | 4  | 4     | 0   | 0    | 19        | 2        | +17   | 12   | League A và Cúp Vàng CONCACAF 2019 |
| 2        | Canada                      | 4  | 4     | 0   | 0    | 18        | 1        | +17   | 12   | League A và Cúp Vàng CONCACAF 2019 |
| 3        | Martinique                  | 4  | 4     | 0   | 0    | 10        | 2        | +8    | 12   | League A và Cúp Vàng CONCACAF 2019 |
| 4        | Curaçao                     | 4  | 3     | 0   | 1    | 22        | 2        | +20   | 9    | League A và Cúp Vàng CONCACAF 2019 |
| 5        | Bermuda                     | 4  | 3     | 0   | 1    | 17        | 4        | +13   | 9    | League A và Cúp Vàng CONCACAF 2019 |
| 6        | Cuba                        | 4  | 3     | 0   | 1    | 15        | 2        | +13   | 9    | League A và Cúp Vàng CONCACAF 2019 |
| 7        | Guyana                      | 4  | 3     | 0   | 1    | 14        | 3        | +11   | 9    | League B và Cúp Vàng CONCACAF 2019 |
| 8        | Jamaica                     | 4  | 3     | 0   | 1    | 12        | 3        | +9    | 9    | League B và Cúp Vàng CONCACAF 2019 |
| 9        | Nicaragua                   | 4  | 3     | 0   | 1    | 9         | 2        | +7    | 9    | League B và Cúp Vàng CONCACAF 2019 |
| 10       | El Salvador                 | 4  | 3     | 0   | 1    | 7         | 2        | +5    | 9    | League B và Cúp Vàng CONCACAF 2019 |
| 11       | Montserrat                  | 4  | 3     | 0   | 1    | 6         | 3        | +3    | 9    | League B                           |
| 12       | Suriname                    | 4  | 2     | 1   | 1    | 8         | 2        | +6    | 7    | League B                           |
| 13       | Saint Lucia                 | 4  | 2     | 1   | 1    | 7         | 4        | +3    | 7    | League B                           |
| 14       | Dominica                    | 4  | 2     | 1   | 1    | 6         | 5        | +1    | 7    | League B                           |
| 15       | Saint Kitts và Nevis        | 4  | 2     | 0   | 2    | 11        | 3        | +8    | 6    | League B                           |
| 16       | Cộng hòa Dominica           | 4  | 2     | 0   | 2    | 9         | 4        | +5    | 6    | League B                           |
| 17       | Belize                      | 4  | 2     | 0   | 2    | 6         | 3        | +3    | 6    | League B                           |
| 18       | Antigua và Barbuda          | 4  | 2     | 0   | 2    | 10        | 8        | +2    | 6    | League B                           |
| 19       | Guyane thuộc Pháp           | 4  | 2     | 0   | 2    | 8         | 6        | +2    | 6    | League B                           |
| 20       | Saint Vincent và Grenadines | 4  | 2     | 0   | 2    | 5         | 6        | −1    | 6    | League B                           |
| 21       | Grenada                     | 4  | 2     | 0   | 2    | 7         | 14       | −7    | 6    | League B                           |
| 22       | Aruba                       | 4  | 1     | 1   | 2    | 5         | 6        | −1    | 4    | League B                           |
| 23       | Guadeloupe                  | 4  | 1     | 1   | 2    | 3         | 7        | −4    | 4    | League C                           |
| 24       | Quần đảo Turks và Caicos    | 4  | 1     | 1   | 2    | 5         | 23       | −18   | 4    | League C                           |
| 25       | Barbados                    | 4  | 1     | 0   | 3    | 3         | 7        | −4    | 3    | League C                           |
| 26       | Bonaire                     | 4  | 1     | 0   | 3    | 3         | 14       | −11   | 3    | League C                           |
| 27       | Quần đảo Virgin thuộc Mỹ    | 4  | 1     | 0   | 3    | 3         | 16       | −13   | 3    | League C                           |
| 28       | Sint Maarten                | 4  | 1     | 0   | 3    | 4         | 30       | −26   | 3    | League C                           |
| 29       | Quần đảo Cayman             | 4  | 0     | 1   | 3    | 1         | 9        | −8    | 1    | League C                           |
| 30       | Quần đảo Virgin thuộc Anh   | 4  | 0     | 1   | 3    | 3         | 13       | −10   | 1    | League C                           |
| 31       | Anguilla                    | 4  | 0     | 1   | 3    | 1         | 15       | −14   | 1    | League C                           |
| 32       | Bahamas                     | 4  | 0     | 1   | 3    | 1         | 15       | −14   | 1    | League C                           |
| 33       | Puerto Rico                 | 4  | 0     | 0   | 4    | 0         | 5        | −5    | 0    | League C                           |
| 34       | Saint-Martin                | 4  | 0     | 0   | 4    | 5         | 22       | −17   | 0    | League C                           |

## Tóm lược
| Đội 1                       | Tỉ số       | Đội 2                       |
| Lượt trận 1                 | Lượt trận 1 | Lượt trận 1                 |
| --------------------------- | ----------- | --------------------------- |
| Dominica                    | 0–0         | Suriname                    |
| Guyana                      | 3–0         | Barbados                    |
| Anguilla                    | 0–5         | Guyane thuộc Pháp           |
| Antigua và Barbuda          | 0–3         | Saint Lucia                 |
| Belize                      | 4–0         | Bahamas                     |
| Saint Vincent và Grenadines | 0–2         | Nicaragua                   |
| Cuba                        | 11–0        | Quần đảo Turks và Caicos    |
| Montserrat                  | 1–2         | El Salvador                 |
| Quần đảo Virgin thuộc Mỹ    | 0–8         | Canada                      |
| Bonaire                     | 0–5         | Cộng hòa Dominica           |
| Aruba                       | 3–1         | Bermuda                     |
| Saint Kitts và Nevis        | 1–0         | Puerto Rico                 |
| Jamaica                     | 4–0         | Quần đảo Cayman             |
| Haiti                       | 13–0        | Saint-Martin                |
| Curaçao                     | 10–0        | Grenada                     |
| Sint Maarten                | 0–3         | Guadeloupe                  |
| Martinique                  | 4–0         | Quần đảo Virgin thuộc Anh   |
| Lượt trận 2                 |             |                             |
| Guyane thuộc Pháp           | 0–1         | Saint Vincent và Grenadines |
| Quần đảo Virgin thuộc Mỹ    | 0–5         | Curaçao                     |
| Bahamas                     | 0–6         | Antigua và Barbuda          |
| Bermuda                     | 12–0        | Saint-Martin                |
| Cộng hòa Dominica           | 3–0         | Quần đảo Cayman             |
| Grenada                     | 0–2         | Cuba                        |
| Quần đảo Turks và Caicos    | 0–8         | Guyana                      |
| Puerto Rico                 | 0–1         | Martinique                  |
| Suriname                    | 5–0         | Quần đảo Virgin thuộc Anh   |
| El Salvador                 | 3–0         | Barbados                    |
| Sint Maarten                | 0–10        | Saint Kitts và Nevis        |
| Montserrat                  | 1–0         | Belize                      |
| Bonaire                     | 0–6         | Jamaica                     |
| Nicaragua                   | 6–0         | Anguilla                    |
| Canada                      | 5–0         | Dominica                    |
| Guadeloupe                  | 0–0         | Aruba                       |
| Saint Lucia                 | 1–2         | Haiti                       |
| Lượt trận 3                 |             |                             |
| Grenada                     | 5–2         | Sint Maarten                |
| Bermuda                     | 1–0         | El Salvador                 |
| Aruba                       | 0–2         | Montserrat                  |
| Belize                      | 1–0         | Puerto Rico                 |
| Cuba                        | 1–0         | Cộng hòa Dominica           |
| Jamaica                     | 2–1         | Suriname                    |
| Nicaragua                   | 0–2         | Haiti                       |
| Quần đảo Cayman             | 0–0         | Saint Lucia                 |
| Quần đảo Turks và Caicos    | 3–2         | Saint Vincent và Grenadines |
| Bahamas                     | 1–1         | Anguilla                    |
| Barbados                    | 3–0         | Quần đảo Virgin thuộc Mỹ    |
| Saint Kitts và Nevis        | 0–1         | Canada                      |
| Martinique                  | 4–2         | Antigua và Barbuda          |
| Curaçao                     | 6–0         | Guadeloupe                  |
| Saint-Martin                | 0–2         | Dominica                    |
| Guyane thuộc Pháp           | 2–1         | Guyana                      |
| Quần đảo Virgin thuộc Anh   | 1–2         | Bonaire                     |
| Lượt trận 4                 |             |                             |
| Quần đảo Virgin thuộc Anh   | 2–2         | Quần đảo Turks và Caicos    |
| Saint Vincent và Grenadines | 2–1         | Bonaire                     |
| Anguilla                    | 0–3         | Quần đảo Virgin thuộc Mỹ    |
| Saint Lucia                 | 3–2         | Aruba                       |
| Quần đảo Cayman             | 1–2         | Montserrat                  |
| Dominica                    | 4–0         | Bahamas                     |
| Saint-Martin                | 4–3         | Sint Maarten                |
| Antigua và Barbuda          | 2–1         | Curaçao                     |
| Suriname                    | 2–0         | Saint Kitts và Nevis        |
| Guyana                      | 2–1         | Belize                      |
| Guadeloupe                  | 0–1         | Martinique                  |
| El Salvador                 | 2–0         | Jamaica                     |
| Puerto Rico                 | 0–2         | Grenada                     |
| Cộng hòa Dominica           | 1–3         | Bermuda                     |
| Canada                      | 4–1         | Guyane thuộc Pháp           |
| Haiti                       | 2–1         | Cuba                        |
| Barbados                    | 0–1         | Nicaragua                   |

## Danh sách ghi bàn
6 bàn
- Rangelo Janga
- Duckens Nazon

5 bàn
- Lucas Cavallini
- Luis Paradela
- Juan Barrera

4 bàn
- Myles Weston
- Zeiko Lewis
- Jonathan David
- Yordan Santa Cruz
- Gevaro Nepomuceno
- Emery Welshman
- Cory Burke
- Kévin Parsemain

3 bàn
- Reggie Lambe
- Junior Hoilett
- Cyle Larin
- Leandro Bacuna
- Elson Hooi
- Julian Wade
- Domingo Peralta
- A. J. Paterson
- Neil Danns
- Sheldon Holder
- Darren Mattocks
- Atiba Harris
- Harry Panayiotou
- Jevick Macfarlane
- Stefano Rijssel
- Billy Forbes

2 bàn
- Calaum Jahraldo-Martin
- Hallam Hope
- Krisean Lopez
- Nahki Wells
- Jermaine Windster
- Andy Baquero
- Roberney Caballero
- Luismel Morris
- Enmy Peña
- Nelson Bonilla
- Óscar Cerén
- Jules Haabo
- Kévin Rimane
- Jamal Charles
- Trayon Bobb
- Derrick Etienne
- Charles Hérold Jr.
- Soni Mustivar
- Frantzdy Pierrot
- Ricardo Morris
- Mickaël Biron
- Spencer Weir-Daley
- Bradley Woods-Garness
- Jaime Moreno
- Theo Wharton
- Pernal Williams
- Danilo Cocks
- Gerwin Lake
- Ivenzo Comvalius
- Donnegy Fer

1 bàn
- Glenville Rogers
- Junior Benjamin
- Peter Byers
- Quinton Griffith
- Carl Osbourne
- Raymond Baten
- Ronald Gómez
- Josh Gross
- Joshua John
- Erik Santos de Gouveia
- Nesley Jean
- Mario Harte
- Hadan Holligan
- Raheim Sargeant
- Denmark Casey Jr.
- Elroy Kuylen
- Deon McCaulay
- Osagi Bascome
- Justin Donawa
- Liam Evans
- Dante Leverock
- Tre Ming
- Lejuan Simmons
- Jonte Smith
- Tehvan Tyrell
- Jurven Koffy
- Troy Caesar
- Jamie Wilson
- Jerry Wiltshire
- Atiba Hutchinson
- Jonathan Osorio
- Mark Ebanks
- Gervane Kastaneer
- Brandley Kuwas
- Ruensley Leuteria
- Cuco Martina
- Quenten Martinus
- Travist Joseph
- Randolph Peltier
- Briel Thomas
- Tano Bonnín
- Carlos Heredia
- Jean Carlos López
- Edipo Rodríguez
- Gilberto Baires
- Gerson Mayen
- Alex Éric
- Thomas Issorat
- Jean-Eudes Lauristin
- Warren Rino
- Joffrey Torvic
- Antonio German
- Kennedy Hinkson
- Florian David
- Grégory Gendrey
- Yannick Passape
- Kadell Daniel
- Carlens Arcus
- Mikaël Cantave
- Kevin Lafrance
- Jeff Louis
- Owayne Gordon
- Dane Kelly
- Peter-Lee Vassell
- Stéphane Abaul
- Sébastien Crétinoir
- Wesley Jobello
- Christophe Jougon
- Adrian Clifton
- Joey Taylor
- Oscar López
- Henry Niño
- Kimaree Rogers
- Omari Sterling-James
- Lester Joseph
- Andrus Remy
- Akim Arrondell
- Wrubens Dupalus
- Ylaire Joachim
- Remsley Boelijn
- Chavel Cunningham
- Nazir McBurnette
- Azinho Solomon
- Jahvin Sutherland
- Brian Elshot
- Fred Dorvil
- Jepthe Francois
- Aaron Dennis
- J. C. Mack
- Bryce Pierre

1 bàn phản lưới nhà
- Jonathan Miller (trận với Belize)
- Jermaine Windster (trận với Saint Vincent and the Grenadines)
- Malcolm Joseph (trận với Canada)
- Damion Lowe (trận với El Salvador)
- Danilo Cocks (trận với Sint Maarten)
- Brice Noubon (trận với Saint Kitts and Nevis)
- Diaro Forsythe (trận với Haiti)
- Kassall Greene (trận với Curaçao)

## Các đội đủ điều kiện cho Cúp vàng CONCACAF 2019
Kết thúc vòng loại CONCACAF Nations League, 10 đội hàng đầu đủ điều kiện tham dự Cúp vàng CONCACAF 2019 cùng với sáu đội tham dự Vòng loại thứ 5 FIFA World Cup 2018 khu vực CONCACAF (Vòng lục giác) (được xác nhận tại lễ bốc thăm vòng loại CONCACAF Nations League vào ngày 7 tháng 3 năm 2018).
| Đội                | Đủ tiêu chuẩn như      | Đạt tiêu chuẩn      | Xuất hiện trước đó trong Cúp vàng CONCACAF 1 (từ năm 1991)                              |
| ------------------ | ---------------------- | ------------------- | --------------------------------------------------------------------------------------- |
| México             | Thứ nhất Vòng lục giác | 7 tháng 3 năm 2018  | 14 (1991, 1993, 1996, 1998, 2000, 2002, 2003, 2005, 2007, 2009, 2011, 2013, 2015, 2017) |
| Costa Rica         | Thứ hai Vòng lục giác  | 7 tháng 3 năm 2018  | 13 (1991, 1993, 1998, 2000, 2002, 2003, 2005, 2007, 2009, 2011, 2013, 2015, 2017)       |
| Panama             | Thứ ba Vòng lục giác   | 7 tháng 3 năm 2018  | 8 (1993, 2005, 2007, 2009, 2011, 2013, 2015, 2017)                                      |
| Honduras           | Thứ tư Vòng lục giác   | 7 tháng 3 năm 2018  | 13 (1991, 1993, 1996, 1998, 2000, 2003, 2005, 2007, 2009, 2011, 2013, 2015, 2017)       |
| Hoa Kỳ             | Thứ năm Vòng lục giác  | 7 tháng 3 năm 2018  | 14 (1991, 1993, 1996, 1998, 2000, 2002, 2003, 2005, 2007, 2009, 2011, 2013, 2015, 2017) |
| Trinidad và Tobago | Thứ 6 Vòng lục giác    | 7 tháng 3 năm 2018  | 9 (1991, 1996, 1998, 2000, 2002, 2005, 2007, 2013, 2015)                                |
| Haiti              | Thứ nhất vòng loại     | 24 tháng 3 năm 2019 | 6 (2000, 2002, 2007, 2009, 2013, 2015)                                                  |
| Canada             | Thứ hai vòng loại      | 24 tháng 3 năm 2019 | 13 (1991, 1993, 1996, 2000, 2002, 2003, 2005, 2007, 2009, 2011, 2013, 2015, 2017)       |
| Martinique         | Thứ ba vòng loại       | 23 tháng 3 năm 2019 | 5 (1993, 2002, 2003, 2013, 2017)                                                        |
| Curaçao            | Thứ tư vòng loại       | 23 tháng 3 năm 2019 | 1 (2017)                                                                                |
| Bermuda            | Thứ năm vòng loại      | 24 tháng 3 năm 2019 | 0 (ra mắt)                                                                              |
| Cuba               | Thứ sáu vòng loại      | 24 tháng 3 năm 2019 | 8 (1998, 2002, 2003, 2005, 2007, 2011, 2013, 2015)                                      |
| Guyana             | Thứ bảy vòng loại      | 23 tháng 3 năm 2019 | 0 (ra mắt)                                                                              |
| Jamaica            | Thứ tám vòng loại      | 23 tháng 3 năm 2019 | 10 (1991, 1993, 1998, 2000, 2003, 2005, 2009, 2011, 2015, 2017)                         |
| Nicaragua          | Thứ chín vòng loại     | 24 tháng 3 năm 2019 | 2 (2009, 2017)                                                                          |
| El Salvador        | Thứ mười vòng loại     | 24 tháng 3 năm 2019 | 10 (1996, 1998, 2002, 2003, 2007, 2009, 2011, 2013, 2015, 2017)                         |

 1 Đậm là nhà vô địch. In nghiêng là chủ nhà.